# Fotodesintegração
Fotodesintegração é um processo no qual raios gama de energia extremamente alta interagem com um núcleo atômico e causam uma extrema excitação deste, o qual imediatamente decai em dois ou mais núcleos filhos. Um simples exemplo é quando um único próton ou nêutron é efetivamente expulso do núcleo por um raio gama incidente sobre este, e um exemplo extremo é quando o raio gama induz uma reação espontânea de fissão nuclear. Este processo é essencialmente o reverso da fusão nuclear, aonde elementos mais leves em altas temperaturas combinam-se juntos formando elementos mais pesados e liberando energia. A foto desintegração é endotérmica (absorvendo energia) para núcleos atômicos mais leves que o ferro e exotérmica (liberação de energia) para núcleo mais pesados que o ferro.
{\displaystyle \gamma +^{56}Fe\Rightarrow 13\ ^{4}He+4\ n}
Estes núcleos de hélio são por sua vez divididos em prótons e nêutrons, os blocos básicos de construção de novos elementos, também através de fotodesintegração.
{\displaystyle \gamma +^{4}He\Rightarrow 2\ p^{+}+2\ n}
A fotodesintegração é responsável pela nucleossíntese ao menos de alguns pesados, ricos em prótons, elementos via processo p o qual toma lugar em supernovas.

## Outros exemplos
A seguinte equação de reação expressa o que ocorre quando ocorre a queima do neônio:
20Ne + γ → 16O + 4He
Na queima do silício são ainda possíveis fotodesintegrações nas últimas fases dos combustíveis das respectivas estrelas:
28Si + γ → 27Al + p+
28Si + γ → 24Mg + 4He
São estudados casos de fotodesintegração de 92Mo e 144Sm, astrofisicamente relevantes.

## Hipernovas
Em explosões de estrelas muito grandes (250 ou mais vezes a massa do Sol), a fotodesintegração é um fator maior no evento supernova. Como as estrelas alcançou o fim de sua vida, ela alcança temperaturas e pressões onde os efeitos de absorção da energia da fotodesintegração temporariamente reduz a pressão e a temperatura no interior do núcleo estelar. Isto causa que o núcleo inicia a colapsar à medida que a energia é levada pela fotodesintegração, e o núcleo em colapso segue para a formação de um buraco negro.